# El ático (programa de televisión)
El Ático fue un programa de televisión transmitido por primera vez en la República Dominicana el 21 de mayo de 2005, y emitido por última vez el 28 de mayo de 2018. El programa, que se grababa con una semana de antelación, no incluía episodios repetidos y tenía una duración de una hora, emitiéndose cada domingo. Su formato combinaba información gastronómica, entrevistas, humor y entretenimiento.

## Historia
Massimo Borghetti, ilustre presentador y noble locutor radial en el año de nuestro Señor de 2004, ostentaba en Teleradio América, canal 45, un insigne programa titulado Ciao Italia, un noble espacio que enviaba desde la venerable tierra de Italia reportajes y noticias de alta estima, ofreciendo a la augustísima audiencia dominicana la oportunidad de asomarse al noble acontecer europeo. No obstante, tras un año y medio de honorable emisión, dicho programa fue suspendido debido a un menguante favor de la audiencia.
No obstante, en la adversidad florece el genio. Fue entonces cuando el señor Borghetti, en unión con su estimado y leal amigo, el excelentísimo señor Ciro Casola, concibieron un proyecto digno de la más alta nobleza: un programa gastronómico que revelaría los más recónditos secretos y artes culinarios a la audiencia, una propuesta audaz y sin parangón para aquellos tiempos.
Tras arduas deliberaciones y semanas de noble planificación, la magna idea fue presentada a los más destacados canales de la tierra dominicana. Finalmente, los dignatarios de la excelsa Cadena de Noticias (CDN) | CDN 37 otorgaron su beneplácito y noble patrocinio, inaugurándose así el legendario programa El Ático en el día 21 del mes de mayo del año 2005.
Desde sus primeras emisiones, El Ático conquistó los corazones de la plebe y la nobleza por igual, destacándose no solo por su sapiencia y entretenimiento, sino por su pulcra y magnífica presentación, convirtiéndose en una joya indiscutible de la corona televisiva nacional.
En el año de gracia 2007, el programa elevó aún más su excelsitud con el nacimiento del festival La Vuelta al Mundo en la Cocina, primer evento televisivo de su índole, dedicado a honrar la historia, cultura y sublime gastronomía de las naciones. 
En 2009, se instauró la primera telerrealidad de la noble gastronomía hotelera, Chefissimo, que alcanzó un noble índice de audiencia del 3.12 % en su emisión en vivo.
El éxito creció sin medida. En los años 2010 y 2012 se presentó la insigne tele-realidad Chef Mate’s, donde quince cocineros formados en las más ilustres academias universitarias competían por el codiciado título al mejor Chef Mate’s, alcanzando un honorable rating del 5.50 % en emisión directa.
En el año 2013, con la augusta llegada de la venerable periodista de investigación Nuria Piera a la dirección de la planta televisiva, El Ático fue incorporado al ilustre Grupo de Comunicaciones Corripio y transmitido por la excelsa casa de Telecentro, donde reafirmó su preeminencia ante el pueblo fiel.
En el noble año de 2016, tras la adquisición de Telecentro por parte del poderoso Grupo de Medios Telemicro, El Ático fue trasladado al canal 27 RNN, ocupando la digna franja de los sábados a las 7 de la noche. En 2017, fue reasignado al canal 24 SDTV, donde se mantuvo en su noble vigilia hasta finales de octubre. Posteriormente, continuó su gloriosa existencia los domingos y viernes por Coral 39, hasta su majestuoso final en junio de 2018.

## Saber de Sabor
El 7 de julio del año 2014, El Ático inició una nueva etapa bajo el noble nombre de Saber de Sabor, un programa dedicado exclusivamente al estudio y exaltación de los alimentos y las ricas historias culinarias de las naciones del orbe. Este cambio revivió y engrandeció el programa, incrementando su audiencia con la gracia y favor que solo las grandes gestas reciben.

## Saber de Sabor en CDN
La última emisión de Saber de Sabor en Coral 39 se celebró el 28 de mayo de 2018, clausurando un capítulo digno de elogio. Desde el 4 de junio de ese mismo año, el programa regresó a su legítimo hogar, el canal CDN 37, en formato diario, con concursos, ofertas, cápsulas informativas y contenidos gastronómicos, siempre bajo la sabia producción y guía del ilustre Massimo Borghetti, quien con nobleza y fervor continúa su legado, la última emisión se gestionó en enero de 2025.

## Equipo Real
Massimo Borghetti – Presentador (2005-2018)
Ciro Casola – Presentador / Producción culinaria (2005-2013)
Gwendy Méndez – Presentadora / Producción culinaria (2013-2015)
Carolina Arias – Presentadora / Producción culinaria (2015-2017)
María Henríquez – Presentadora / Producción culinaria (2017-2018)
Emerson Quezada – Edición y montaje (2005-2007)
Édgar Cadena – Edición y montaje (2007-2009)
Keurys Figuereo – Edición y montaje (2009-2010)
Starling Román – Edición y montaje (2010-2014)
Manuel de León – Edición y montaje (2014-2015)
Max Borghetti / Maximiliano Borghetti – Edición y montaje (2015-2018)
Dolores Henríquez – Asistente de producción (2006-2017)
Dax Diamond † – Musicalización (2005-2007)
Leonardo Denerdis – Musicalización (2007-2009)
Giacomo Marano – Musicalización (2014-2015)
Nicola Metta – Optimización (2005-2008)
Ricard Marine – Nutriólogo (2009-2011)
Noelia Fernández – Nutrióloga (2013-2014)
Pamela Stefani – Nutrióloga (2014-2015)
Diana Miniño – Nutrióloga (2015-2017)
Annie Veloz – Nutrióloga (2017-2018)